# کلاهبرداری پول سیاه
کلاهبرداری پول سیاه، که گاهی تحت عنوان " کلاهبرداری دلار سیاه " یا "حقه شستشو" شناخته می‌شود، نوعی کلاهبرداری است که کلاهبرداران حقه‌باز تلاش می‌کنند تا پس از جعل اسکناس واقعی، پول واقعی را از یک قربانی بگیرند که در این صورت قربانی به پرداخت هزینه و خرید مواد شیمیایی جهت از بین بردن رنگ با وعده داشتن سهمی در درآمد، تشویق می‌شود.
این کلاهبرداری نوعی بی‌ثباتی است که تحت عنوان کلاهبرداری پیشرفته رایگان شناخته می‌شود.

## مراحل

### تماس اولیه
به طور معمول، کلاهبردار هزاران و یا میلیون‌ها ایمیل را به آدرس‌های ایمیل شناخته شده و تصادفی ارسال می‌کند به امید دریافت چند پاسخ از میان آنها.

پیام اولیه ممکن است چیزی شبیه به این باشد: 
من یک وکیل در بلژیک هستم و متهم به جستجوی وارث قانونی برخی دارایی‌هایی هستم که سال‌ها پیش توسط مردی که درگذشت، به یک شرکت امنیتی در بروکسل سپرده شد. ما جستجوهای زیادی را برای پیدا کردن وارثان زنده انجام داده‌ایم، اما با حداقل موفقیت رو‌به‌رو بوده‌ایم. مردی به نام شما در وصیت‌نامه به عنوان تنها ذینفع از این دارایی‌ها نام برده شده است. ما بر این باور هستیم که شما ممکن است آن فرد باشید و در حال مکاتبه برای جویاشدن از اقوام یا دوستان فوت شده‌ای هستید که ممکن است از شما به عنوان ذینفع نام برده باشند.

اگر چنین است، لطفا نام آن‌ها و هر گونه اطلاعات دیگری را به ما بگویید تا بررسی کنیم که آیا شما واقعا ذینفع هستید یا خیر. مقدار دارایی 150000 دلار و یک صندوق بزرگ است که محتویات آن مشخص نیست. لطفا سریعا پاسخ دهید.
با این حال گاهی اوقات کلاهبردار نیاز به نزدیک شدن مستقیم به قربانی پیدا می‌کند.

### هزینه های پیش پرداخت
با ادامه ارتباطات بین دو طرف، پرداخت برخی هزینه‌ها از جمله مالیات‌های دولتی و یا گواهی فوت ضروری خواهد بود. در واقع چنین مالیاتی برای پرداخت وجود ندارد. با این حال نیاز به پرداخت هزینه یا مالیات به عنوان بهانه‌ای برای از بین رفتن وجوه رایگان یا برای استخراج وجوه از قربانی استفاده می‌شود.

### ارزش گذاری نادرست محتویات صندوق
در نهایت با ابزارها و وسایل مختلف قربانی متقاعد خواهد شد که صندوق دارای مقدار زیادی پول نقد است که بنا به دلایلی به هیچ شکل ( اوراق، چک و ...) قابل انتقال نیست. علاوه بر این، اسکناس‌ها برای جلوگیری از کشف و یا ضبط توسط ماموران گمرک به رنگ مشکی و یا رنگی دیگر در آمده‌اند. قربانی مطمئن است که ماده شیمیایی مورد نیاز برای حذف رنگ نیز در صندوق وجود دارد.
ممکن است قربانی قبلا مقداری پول برای پرداخت هزینه‌ها و مالیات پرداخت کرده باشد و اکنون ممکن است از او خواسته شود تا هزینه حمل و نقل صندوق به کشور خود را بپردازد. هزینه حمل و نقل حتی اگر پرداخته هم بشود باز صندوق ارسال نمی‌شود و مبالغ بیشتری به بهانه‌های مختلف مانند مالیات، حق الزحمه شرکت امنیتی، هزینه انتقال وجه، کارمزد قانونی، مجوز صادرات و غیره از او مطالبه می‌شود.

### قربانی برای دیدن "پول" می رود
زمانی که قربانی شک دارد یا تمایلی به پرداخت بیشتر نشان نمی‌دهد، از او دعوت می‌شود تا خودش محتویات صندوق امانات را بررسی کند. جعبه باز می‌شود و محتویات آن ( تکه‌هایی کاغذ سیاه معمولی به اندازه اسکناس) به قربانی نشان داده می‌شود. کلاهبردار ادعا می‌کند که یک ماده شیمیایی وجود دارد که می‌تواند رنگ را از روی پول پاک کند.

### شستن نمونه کوچکی از "پول" سیاه
سپس مجرم یک ویال کوچک از مایع شستشو درست می‌کند و از قربانی می‌خواهد تا هر اسکناسی را که می‌خواهد به صورت تصادفی انتخاب کند. با انجام این کار، کلاهبردار شروع به شستن اسکناس در مواد شیمیایی می‌کند و آن را با یک اسکناس از قبل تمیز یا یک اسکناس آغشته به رنگ که می‌تواند توسط مواد شیمیایی پاک شود جایگزین می‌کند. مایع کافی برای شستشوی پول‌های دیگر وجود نخواهد داشت. همچنین ممکن است فرد کلاهبردار به صورت اتفاقی محتویات باقی مانده در ویال را بریزد.

### بودجه بیشتری برای پرداخت مایعات شیمیایی شستشو مورد نیاز است
قربانی نمی‌تواند صندوق یا اسکناس‌های موجود در صندوق را بردارد زیرا به او گفته شده است که مالیات پرداخت نشده است، اما هنگامی که اسکناس‌ها "شسته شد"، پرداخت مالیات آسان می‌شود. قربانی متقاعد می‌شود که برای شستن اسکناس‌ها باید ماده شیمیایی را بخرد و مایع پاک کننده شیمیایی بسیار گران است. 
گاهی اوقات کلاهبرداران وب‌سایتی را راه‌اندازی می‌کنند و ادعا می‌کنند که فروشنده مایع پاک کننده هستند. این کار، به اعتبار آن‌ها می‌افزاید و قربانی حتی ممکن است مستقیما با وب‌سایت تماس بگیرد تا مایع را بخرد. 

### تاخیرها و هزینه های بیشتر
کلاهبرداران به یافتن بهانه‌هایی در این خصوص که چرا قربانی نمی‌تواند پول خود را داشته باشد ادامه می‌دهند. اما همیشه دریافت آن پول را پس از یک مرحله نهایی که شامل پرداخت هزینه دیگری توسط قربانی است قول می‌دهند. کلاهبرداران تا زمانی که مطمئن شوند دیگر پولی ندارند و نمی‌توانند با التماس و قرض گرفتن از دوستان و یا بانک‌ها پولی به دست بیاورند، یا تا زمانی که قربانی متوجه کلاهبرداری آن‌ها نشود و پلیس را در جریان نگذارد، به وادار کردن قربانی به پرداخت ادامه می‌دهند. کلاهبرداران و پول قربانی معمولا تا زمانی که پلیس درگیر نشده است ناپدید می‌شوند.

### گزارش جرم
بیشتر اینگونه کلاهبرداری‌ها به چند دلیل به پلیس گزارش نمی‌شود. اول اینکه قربانیان ممکن است به شدت از ساده لوح بودن خود شرمنده باشند. دوم اینکه بسیاری از کلاهبرداری‌ها شامل این می‌شود که قربانی آگاهانه با دریافت عواید یک جنایت موافقت کند – به عنوان مثال ممکن است به آن‌ها اطلاع داده شود که پول مواد مخدر، پول فرار مالیاتی یا به سادگی پول سرقت شده است.
گاهی اوقات کلاهبردار قربانی را متقاعد می‌کند که خودش را متهم کند به عنوان مثال با جعل سند یا دروغگویی در اظهارنامه مالیاتی و غیره. 
بنابراین ممکن است قربانی تمایلی نداشته باشد که جلو بیاید و اعتراف کند که آگاهانه در آنچه که فکر می‌کرد یک طرح جنایی است شرکت کرده است.

### اصطلاحات مورد استفاده در کلاهبرداری
- پول مخدوش شده
  - اسکناس ضد نسیم
  - پول سیاه
- مواد شیمیایی
  - راه حل SSD
  - خمیر وکترول
  - تبی منتیک
  - پودر هیومین
    - محلول جامد
    - شیبا / فی
    - حرکت - جنبش
    - تخلیه
    - ساهوالا

## مواد شیمیایی به‌کار رفته
یک بومی غنا که در حال انجام این کلاهبرداری دستگیر شد، ترفندهای این تجارت را برای برایان راس ،گزارشگر ارشد تحقیقاتی ای‌بی‌سی نیوز فاش کرد. اسکناس‌های 100 دلاری معتبر با یک لایه محافظ چسب پوشانده شده و سپس در محلولی از تنتور ید فرو می‌روند. اسکناس وقتی خشک می‌شود مانند کاغذ شکر سیاه به نظر می‌رسد. وقتی قربانی یکی از پول‌ها را برای تمیز کردن انتخاب می‌کند کلاهبردار آن را با پولی پوشیده شده از ید تغییر می‌دهد. محلول پاک کننده جادویی در واقع قرص‌های له شده ویتامین C حل شده در آب هستند. در دستگیری دیگری از مخلوط نوشیدنی تمشک معمولی به عنوان محلول پاک کننده جادویی یاد می‌شود. محلول‌های هیدروکسید کلسیم و هیدروکسید منیزیم نیز به عنوان عوامل شستشو در کلاهبرداری استفاده شده است.